# Сен-Совер-де-Пейр
Сен-Сове́р-де-Пейр (фр. Saint-Sauveur-de-Peyre) — колишній муніципалітет у Франції, у регіоні Окситанія, департамент Лозер. Населення — 279 осіб (2011).
Муніципалітет був розташований на відстані близько 480 км на південь від Парижа, 130 км на північ від Монпельє, 23 км на північний захід від Манда.

## Історія
До 2015 року муніципалітет перебував у складі регіону Лангедок-Русійон. Від 1 січня 2016 року належав до нового об'єднаного регіону Окситанія.
1 січня 2017 року Сен-Совер-де-Пейр, Омон-Обрак, Ла-Шаз-де-Пейр, Фо-де-Пейр, Жаволь i Сент-Коломб-де-Пейр було об'єднано в новий муніципалітет Пейр-ан-Обрак.

## Демографія
Динаміка населення (Cassini ):
Розподіл населення за віком та статтю (2006):
| Стать | Всього | До 15 років | 15-24 | 25-44 | 45-64 | 65-85 | Понад 85 |
| --- | ------ | ----------- | ----- | ----- | ----- | ----- | -------- |
| Чоловіки | 136    | 32          | 8     | 48    | 32    | 16    | 0        |
| Жінки | 136    | 40          | 12    | 40    | 32    | 8     | 4        |
| \| Статево-вікова піраміда \| Статево-вікова піраміда \| Статево-вікова піраміда \| \| ----------------------- \| ----------------------- \| ----------------------- \| \| Чоловіки \| Вік \| Жінки \| \| 0 \| 85 + \| 4 \| \| 0 \| 80-84 \| 4 \| \| 8 \| 75-79 \| 0 \| \| 0 \| 70-74 \| 4 \| \| 8 \| 65-69 \| 0 \| \| 20 \| 60-64 \| 4 \| \| 4 \| 55-59 \| 16 \| \| 4 \| 50-54 \| 12 \| \| 4 \| 45-49 \| 0 \| \| 12 \| 40-44 \| 8 \| \| 16 \| 35-39 \| 12 \| \| 16 \| 30-34 \| 12 \| \| 4 \| 25-29 \| 8 \| \| 8 \| 20-24 \| 8 \| \| 0 \| 15-20 \| 4 \| \| 12 \| 10-14 \| 8 \| \| 12 \| 5-9 \| 12 \| \| 8 \| 0-4 \| 20 \| |        |             |       |       |       |       |          |
| Статево-вікова піраміда |        |             |       |       |       |       |          |
| Чоловіки | Вік    | Жінки       |       |       |       |       |          |
| 0 | 85 +   | 4           |       |       |       |       |          |
| 0 | 80-84  | 4           |       |       |       |       |          |
| 8 | 75-79  | 0           |       |       |       |       |          |
| 0 | 70-74  | 4           |       |       |       |       |          |
| 8 | 65-69  | 0           |       |       |       |       |          |
| 20 | 60-64  | 4           |       |       |       |       |          |
| 4 | 55-59  | 16          |       |       |       |       |          |
| 4 | 50-54  | 12          |       |       |       |       |          |
| 4 | 45-49  | 0           |       |       |       |       |          |
| 12 | 40-44  | 8           |       |       |       |       |          |
| 16 | 35-39  | 12          |       |       |       |       |          |
| 16 | 30-34  | 12          |       |       |       |       |          |
| 4 | 25-29  | 8           |       |       |       |       |          |
| 8 | 20-24  | 8           |       |       |       |       |          |
| 0 | 15-20  | 4           |       |       |       |       |          |
| 12 | 10-14  | 8           |       |       |       |       |          |
| 12 | 5-9    | 12          |       |       |       |       |          |
| 8 | 0-4    | 20          |       |       |       |       |          |

## Економіка
2010 року серед 160 осіб працездатного віку (15—64 років) 126 були активними, 34 — неактивними (показник активності 78,8%, у 1999 році було 72,0%). З 126 активних мешканців працювало 113 осіб (56 чоловіків та 57 жінок), безробітними було 13 (6 чоловіків та 7 жінок). Серед 34 неактивних 9 осіб було учнями чи студентами, 17 — пенсіонерами, 8 були неактивними з інших причин.

У 2010 році в муніципалітеті числилось 118 оподаткованих домогосподарств, у яких проживали 277,0 особи, медіана доходів виносила 16 663 євро на одного особоспоживача